# Denise Ferreira da Silva
Denise Ferreira da Silva (Botafogo - ) é uma filósofa e artista visual brasileira. É professora na Universidade da Colúmbia Britânica, onde também coordena o Social Justice Institute.

## Vida
Nasceu no Morro do Pasmado, em Botafogo, e passou sua infância na Vila Aliança, no bairro de Bangu. Denise já relatou sua trajetória nos espaços comunitários e da Igreja de Vila Aliança, onde entrou em contato com elementos da teologia da libertação e do marxismo. Participou brevemente do Partido Comunista do Brasil antes de ingressar na universidade, onde passou à se aproximar do Partido dos Trabalhadores a partir da campanha de Benedita da Silva em 1982. Nesse mesmo momento começou à atuar no movimento negro e de mulheres negras.
Completou sua graduação em sociologia na Universidade Federal do Rio de Janeiro, em 1985, onde realizou também o mestrado em sociologia e antropologia, concluído no ano de 1991. Recebeu seu doutorado na Universidade de Pittsburgh, em 1999.

## Pensamento
Desde seu doutorado, Denise tem se dedicado à traçar a influência da racialidade no pensamento moderno e pós-iluminista, a partir da qual desenvolve uma crítica ontológica e epistemológica sobre uma forma moderna de subjetividade concebida como transparente e autodeterminada, em contraste com uma alteridade racializada e colonial. Recorrente na obra da autora é o questionamento sobre o processo de exclusão de sujeitos da universalidade jurídica investida pela modernidade.